# Ivanjski Vrh, Gornja Radgona
Ivanjski Vrh este o localitate din comuna Gornja Radgona, Slovenia, cu o populație de 68 de locuitori.